# Яшин, Алексей Афанасьевич
Алексей Афанасьевич Яшин  (6 мая 1948 г., пос. Белокаменка Североморского (тогда Полярного) района Мурманской обл., СССР) — советский, российский писатель-прозаик, главный редактор литературно-художественного и публицистического журнала «Приокские зори»; учёный-биофизик.

## Биография
Родился в мурманском Заполярье в семье Яшина Афанасия Андрияновича — моряка-североморца, участника Финской кампании и Великой Отечественной войны.
До 1966 г. жил в семье на различных маяках Главсевморпути и гидроотдела Краснознаменного Северного флота, окончил Полярную среднюю школу № 1 им. М. А. Погодина. С 1966 г. живёт в Туле.
В 1971 году окончил Тульский политехнический институт
В 1981 году окончил Литературный институт им. А. М. Горького, учился на математико-механическом факультете Ленинградского госуниверситета.
В 1971—1991 годах работал инженером-конструктором, руководителем группы и начальником сектора на тульских предприятиях военно-промышленного комплекса: Центральное КБ аппаратостроения и КБ приборостроения (Тула), принимал непосредственное участие в разработке боевой техники, в том числе — зенитного ракетно-пушечного комплекса «Панцирь — С1».
В 1991—2007 годах являлся первым заместителем — зам. по науке Государственного НИИ новых медицинских технологий (Тула); профессор Медицинского института Тульского госуниверситета. Основатель и руководитель Тульской научной школы «Биофизика полей и излучений и биоинформатика».
С 1975 года занимается литературной работой.
В 2005 году руководил созданием литературного журнала «Приокские зори». Будучи членом Правления Академии российской литературы, отвечает за разработку концепции нового русского критического реализма. Является членом редколлегий ряда московских и тульских литературных изданий.

## Литературное творчество
Автор многих книг и художественных публикаций в литературных изданиях СССР и России, в частности, в журналах «Уральский следопыт» (Сверд-ловск — Екатеринбург), «Московский Парнас», «Истоки» (Красноярск), «Ясная Поляна» (Тула), «Подъём» (Воронеж), «Приокские зори», «Голос эпохи» (Москва) и др. Член Союза писателей России (СССР) с 1988 г.
Леонид Ханбеков пишет о творчестве писателя:
…Алексей Яшин изобрел, да, изобрел, своеобразный метод иллюстрации своих произведений выразительнейшими гравюрами, офортами, рисунками из журналов середины XIX века, из «Нивы» и «Отечественных записок», сопроводив их своими подписями. Каждая из подписей — настоящий мини-фельетон или памфлет, обличительный микроочерк о типаже или явлении времени, которое мы нынче переживаем. С одной стороны, эта страница-иллюстрация не имеет никакой прямой связи с рассказом или очерком, текст которого прерывает, а с другой — дает хорошо оценимые дополнительные впечатления о наших временах, трудней которых дни и годы случались, но, как точно подмечено, подлей не было.
И тут я, пожалуй, удивлю почитателей таланта автора, когда пролистаю первую, вторую части книги, чтобы остановиться сразу на третьей — «Пришествие Антихриста по наши души» и сказать, что по-настоящему художественное, оригинальное по сюжету, ярко самобытное по письму, актуальное по публицистической остроте в выходе на факты, даты, события, объясняющие самую суть того, как был потоплен Титаник под названием СССР — это «Быль из времен первоначального накопления капитала», которую Алексей Яшин, не мудрствуя лукаво, назвал «Вор у вора…»
В. В. Жириновский говорит:
…Многие писатели в противоборстве добра и зла выступают как сторонние наблюдатели, ставят проблемы, не предлагая их решения. В творчестве Алексея Яшина поднимаются самые острые актуальные проблемы современной политики, экономики, образования, состояния армии. Он дает глубокий честный анализ исторических событий, точный срез современности. Это писатель нестандартного мышления. Ведь придумать сюжет можно и не так сложно, а вот для того, чтобы его мастерски воплотить, нужен талант, который складывается из многих составляющих.
А. А. Яшин является лауреатом ряда литературных премий.

### Список произведений
- «На островах»[7]
- «В канцелярии»[8]
- «Трамвайное кольцо»[9]
- «Непосредственное продолжение из житейских наблюдений»[10]
- «В конце века»[11]
- «Художественная эвристика»[12]
- «Тяжёло дышит синий норд»[13]
- «Историк и его История»[14]
- «В час волка»[15]
- «Живые шахматы»[16]
- «Подводная лодка „Капитан Старосельцев“»[17]
- «Штиль»[18]
- «Живописный паноптикум»[19]
- «Ешьте крабов»[20]
- «Без руля и без ветрил»[21]
- «Любовь новоюрского периода»[22]
- «Страна холода»[23]
- «Катехизис идеалиста»[24]
- «Сны и явь полковника Хмурова»[25]
- «Очерки истории Тульской психиатрической больницы им. Н. П. Каменева»[26]
- «Видение на Патмосе»[27]
- «Квадратная пустота»[28]
- «Будни главного редактора»[29]
- «Дэкаф»[30]

## Научное творчество
Соавтор многих научных публикаций в отечественных (СССР и РФ) и зарубежных изданиях и издательствах, в том числе монографий, изданных в СССР, РФ, Германии, на Украине, изобретений, защищенных авторскими свидетельствами СССР и патентами РФ и Украины, научных открытий № 356, 436, зарегистрированных в МААНОИ/МААНО, многих учебных пособий.
В числе монографий изданы в Москве, Туле, Твери серии: „Биофизика полей и излучений и биоинформатика“, „Электродинамика и информатика живых систем“, „Экспериментальная электромагнитобиология“, „Макро- и микроскопическая биофизика и биоинформатика“.
Наиболее существенные изобретения сделанные в соавторстве:.
Научному творчеству А. А. Яшина посвящено издание:
„Аннотированный библиографический указатель научных трудов Яшина Алексея Афанасьевича“. На стр. 32 читаем: „…4.4. В области биологии сложных систем, биофизхики полей и излучений и биоинформатики <…>, являющейся научной специализацией автора, начиная с середины 90-х гг., в результате выполненных исследований — теоретических и экспериментальных — сложилась Тульская научная школа биофизики полей и излучений и биоинформатики, руководимая автором. Школа получила известность и признание в стране, СНГ и за рубежом. Исследования проводятся в тесном научном сотрудничестве с многими академическими и отраслевыми институтами России, Украины, Белоруссии, Польши, Австрии, Таиланда и др. стран.
Основное направление исследований — взаимодействие низкоинтенсивных (нетепловых, биоинформационных) физических, преимущественно электромагнитных, полей с живым веществом. Полученные результаты, как правило, имеют выраженный отечественный и мировой научный приоритет. Считаем их перечисление здесь нецелесообразным, поскольку они в достаточной степени полноты раскрыты в аннотациях к изданным книгам по этой тематике (см. ниже). Отметим, что по результатам исследований автором с коллегами декларированы два научных открытия, несколько научных гипотез и теорий. Несомненным приоритетом обладает предложенная автором и разработанная совместно с академиком Е. И. Нефедовым (Москва, ИРЭ РАН) теория единого информационного поля ноосферы“.(Примечание: в цитате в контексте изложения материала: автор (исследований) — А. А. Яшин.)
Судаков К. В. в книге „Функциональные системы“ пишет:
„…А. А. Яшин (2003) полагает, что человеческий мозг является ранговым отображением макроструктур мироздания. Он разделяет представления М. Каку и А. М. Полякова о солитонно-голографическом механизме распространения информации в биосистемах. При этом, как считает Яшин, голограммы материализуются в их носителях — поля, в основном электромагнитном. Яшин формулирует концепцию о параллельных мира как основе виртуальной реальности. Он полагает, что процесс мышления определяется генерацией нервной системой солитонов — электромагнитных волн сверхнизкой интенсивности порядка 10-20 — 10-22 Вт/Гц×см2, не сливаясь и не изменяя свою форму. Солитонные волны, по мнению А. А. Яшина, и строят голограммы мозга“.
Звания и награды А. А. Яшина.

### Список произведений
- «Глобализация как ноосферный процесс»[38]
- «Земное эхо солнечных бурь»[39]
- «В поисках спасения от солнечных бурь»[40]
- Серия «Живая материя»[41]
- «Информационная виртуальная реальность»[42]
- «Информационно-полевая самоорганизация биосистем»[43]
- «Информационные аспекты развертывания эволюции жизни»[44]
- «Основы системного моделирования информационных процессов в живом веществе и совершенствование крайневысокочастотной терапии»[45]
- "Рецензия на книгу Ю. В. Чайковского «Эволюция»[46]
- «Теория биологического поля А. Г. Гурвича»[47]
- «Информационная самоорганизация биосистем: вирусная концепция»[48]
- Серия "Феноменология ноосферы[49]
- «Конструктивная эволюция: От биопоэза до ноосферы»[50]
- «Проектирование многофункциональных объемных интегральных модулей СВЧ- и КВЧ-диапазонов»[51]
- «Конструирование микроблоков с общей герметизацией»[52]